# Oliver Fisher

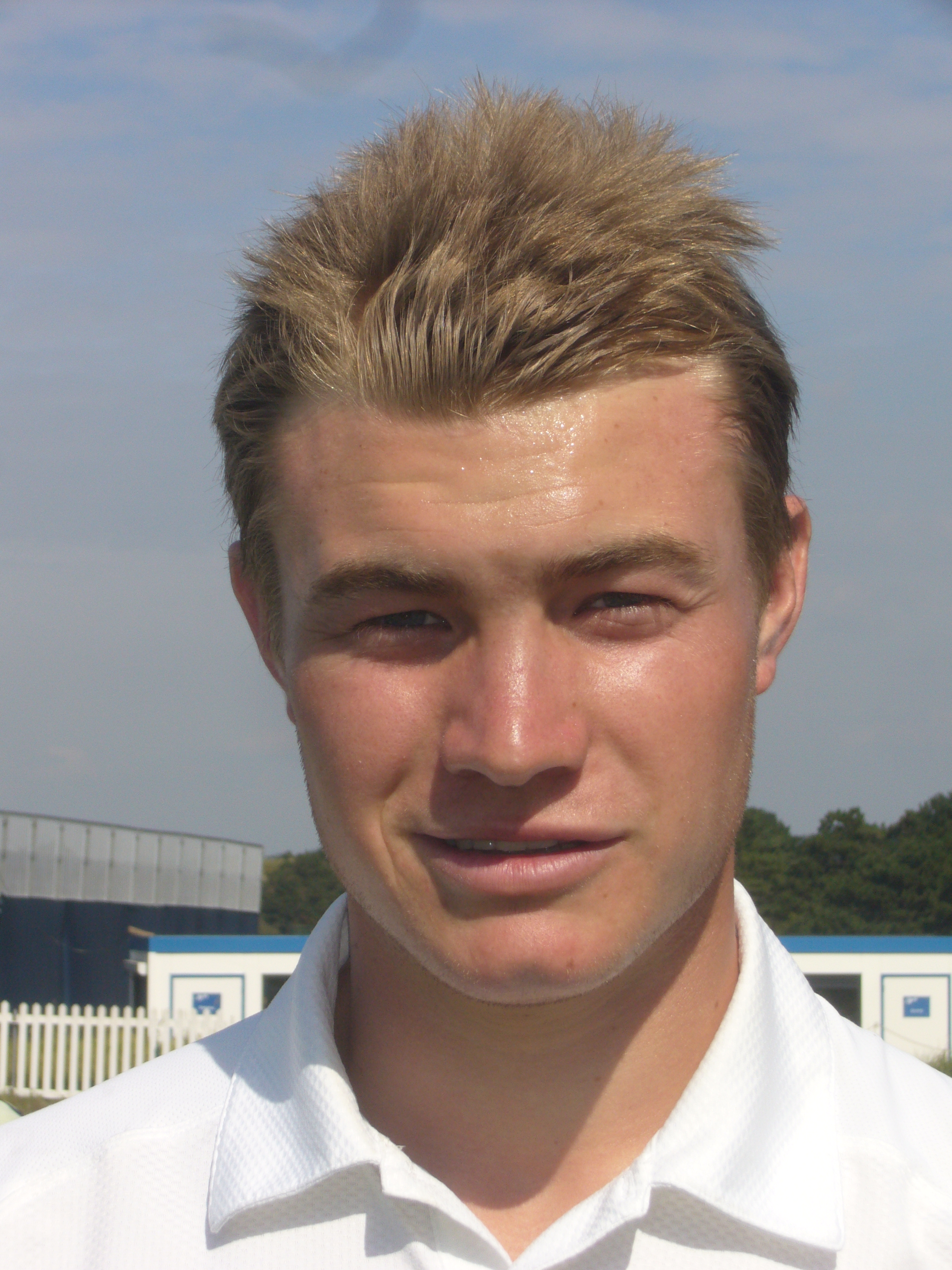
Op het KLM Open 2009

Oliver Fisher (Chingford, 13 september 1988) is een Engelse golfprofessional.
Als jongetje van 13 breekt hij het baanrecord op Celtic manor, een jaar later wint hij het jeugd en heren strokeplay kampioenschap in Essex.

## Amateur
Als veelbelovende amateur wint hij in 2003, 2004 en 2005 de Faldo Series, het programma dat door Nick Faldo is opgezet om jeugd te ondersteunen.
In 2006 haalt hij op de Burnham & Berrow Golf Club de finale van het Engels Amateur Kampioenschap maar verliest van Ross McGowan.

#### Teams
In 1997 wordt Justin Rose de jongste deelnemer ooit. In 2005 komt dat record te staan op naam van Oliver Fisher. 
- Walker Cup: 2005
- Eisenhower Trophy: 2006
- St Andrews Trophy: 2006 (winnaars)
- Bonallack Trophy: 2006 (winnaars)

## Professional
Eind 2006 gaat Oliver Fisher als amateur naar de Tour School om ervaring op te doen. Hij eindigt op de 5de plaats, is de jongste Engelsman die ooit zo een spelerskaart haalt, en besluit onmiddellijk professional te worden. 
Zijn eerste tourjaar loopt succesvol. Hij haalt bij de eerste vijf toernooien de cut en valt aan het einde van het seizoen maar net buiten de top 100-spelers, die automatisch hun tourkaart verlengen. 
In 2008 verliest hij bij het MAPFRE Open de Andalucía by Valle Romano de play-off van Thomas Levet, en eindigt op de 51ste plaats van de Order of Merit. Voor 2009 heeft hij dus weer een volle tourkaart, maar dat jaar loopt minder succesvol.
Zijn coach is Chris Jenkins.

### Gewonnen
Europese Tour
- 2011: Tsjechisch Open